# 利弗莫爾福爾斯 (緬因州)
利弗莫爾福爾斯（英語：Livermore Falls）是一個位於美國緬因州安德羅斯科金縣的市鎮。

## 人口
根據2020年美國人口普查的數據，利弗莫爾福爾斯的面積為52.89平方千米，當中陸地面積為50.97平方千米，而水域面積為1.92平方千米。當地共有人口3060人，而人口密度為每平方千米58人。